# P. N. Elrod
Patricia Nead Elrod (* 1954 in Texas; meist P. N. Elrod) ist eine US-amerikanische Autorin von Fantasy-Literatur, hauptsächlich Vampirromanen.

## Vampire Files
P. N. Elrod hat mehr als 20 Romane und ebenso viele Kurzgeschichten geschrieben. Ihre Schriftsteller-Karriere begann sie 1990 mit den Vampire-Files, einer Art Vampir-Detektiv-Krimi, mit dem Journalisten Jack Fleming, der ermordet wird und als Vampir wiedererwacht und sich auf die Suche nach seinem Mörder begibt. Ein Privatdetektiv hilft ihm dabei und auch bei der Suche nach seiner ehemaligen Freundin, mit der er sein Blut tauschte, so dass er nach seinem Tod ein Vampir werden konnte.
Die mittlerweile 11 Bücher umfassende Reihe spielt im Chicago der 30er Jahre.

## Jonathan Barrett
1993 begann sie die Serie um Jonathan Barrett, den Gentleman-Vampir. Die vier Bände umfassende Reihe spielt in der Zeit der Amerikanischen Revolution. Jonathan Barrett wird im Krieg getötet und erwacht als Vampir. Seine Familie lebt auf der Insel Long Island und ist loyalistisch, das heißt dem britischen Königshaus treu. Der Krieg wird somit aus einer (für den Amerikaner) neuen, interessanten Sicht erzählt.

### Die Vampire bei Elrod
Elrod greift auf viele alte Elemente des Vampires zurück, wie z. B. Dematerialisation, Hypnosefähigkeiten, Schwächung der Fähigkeiten auf Wasser. Sie verändert den Vampirmythos jedoch auch etwas. Die Verwundbarkeit durch Pfähle erklärt sich bei ihr durch das Material – Holz macht ihre Vampire also verletzlich, gleichgültig, ob es ins Herz gestoßen oder auf den Kopf geschlagen wird.
Verwandlung in einen Vampir erfolgt nicht durch das Beißen oder sofort nach dem Bluttausch – erst nach Eintreten des Todes zeigt sich, ob die Verwandlung erfolgreich war. Da sie in den meisten Fällen erfolglos ist – als seien die meisten Menschen dagegen immun – beschleunigen die zum Vampir verwandelten ihren Tod in der Regel nicht.

## Andere Bücher
Mit dem Schauspieler Nigel Bennett (Nick Knight – Der Vampircop, Legenden der Leidenschaft) schrieb sie drei Romane: Keeper of the King, His Father’s Son und Siege Perilous.
Sie gab die Anthologie Dracula in London heraus und schrieb den Roman Quincey Morris, Vampire. Quincey wurde am Ende von Dracula getötet. In der Story von Elrod wird er als Vampir wiedergeboren. Auch Lord Richard hat einen kurzen Gastauftritt.
Reine Horror-Romane sind die Dungeons & Dragons-Romane mit dem düsteren Vampir Graf Stradh von Zarovich. Die Romane, die in der Ravenloft-Welt spielen, begeisterten sogar die Kritiker.
Mit The Adventures of Myhr schrieb sie einen humorvollen Fantasy-Roman. Myhr ist halb Mensch und halb Katze und springt von Welt zu Welt, um gute Nachrichten, etwa über Pizza oder Beatles-Karaoke, zu verkünden.

## Bibliografie
Vampire Files (Vampirdetektiv Jack Fleming)
- Bloodlist (1990) (Deutsch: Vampirdetektiv Jack Fleming, Festa Verlag, 2002, ISBN 978-3-935822-56-5)
- Lifeblood (1990) (Deutsch: Blutjagd, Festa Verlag, 2003, ISBN 978-3-935822-80-0)
- Bloodcircle (1990) (Deutsch: Blutzirkel, Festa Verlag, 2005, ISBN 978-3-935822-82-4)
- Art in the Blood (1991)
- Fire in the Blood (1991)
- Blood on the Water (1992)
- Chill in the Blood (1998)
- Dark Sleep (1999)
- Lady Crymsyn (2000)
- Cold Streets (2003)
- Song in the Dark (2005)

Jonathan Barrett, Der Gentleman-Vampir
- Red Death (1993) (Deutsch: Der rote Tod, Festa Verlag, 2002, ISBN 978-3-935822-36-7)
- Death and the Maiden (1994) (Deutsch: Der endlose Tod, Festa Verlag, 2003, ISBN 978-3-935822-73-2)
- Death Masque (1995) (Deutsch: Der maskierte Tod, Festa Verlag, 2005, ISBN 978-3-935822-81-7)
- Dance of Death (1996) (Deutsch: Der tanzende Tod, Festa Verlag, 2005, ISBN 978-3-86552-021-0)

Ravenloft
- I, Strahd: The Memoirs of a Vampire (1993)
- I, Strahd: The War Against Azalin (1998)

Vampire Files Sammlungen
- Vampire Files, books 1-3 (2003)
- Vampire Files, books 4-6 (2006)
- Vampire Files, books 7, 8 (2011)

Andere Romane
- Keeper of the King (1996) (mit Nigel Bennett)
- His Father’s Son (2001) (mit Nigel Bennett)
- Quincey Morris, Vampire (2001)
- The Adventures of Myhr (2003)
- Siege Perilous (2004) (mit Nigel Bennett)

Als Herausgeberin
- Time of the Vampires (2004) (mit Martin H. Greenberg) (1995)
- Stepping Through the Stargate (2004, ISBN 1-932100-32-6) (mit Roxanne L. Conrad)
- My Big, Fat Supernatural Wedding (2006, ISBN 0-312-34360-4)